# Bill Frindall
William Howard Frindall, né le 3 mars 1939 et décédé le 30 janvier 2009, dit Bill Frindall, est un marqueur (de scores) anglais, statisticien du cricket et auteur de nombreux ouvrages consacrés à ce sport. Il rejoint l'équipe de l'émission Test Match Special (TMS) diffusée par la BBC en 1966 et y reste jusqu'à son décès. Il y gagne les surnoms de Bearders ou the Bearded Wonder (« la merveille barbue »).

## Biographie
William Frindall naît le 3 mars 1939 à Epsom, dans le Surrey. Il passe plus de six ans au sein de la Royal Air Force, puis rejoint Test Match Special, sur la BBC, le 2 janvier 1966. Il est le membre de l'équipe de l'émission qui y reste le plus longtemps. Il est le statisticien de l'émission au cours de trois-cents-soixante-dix-sept test-matchs. Il décède le 30 janvier 2009 de la légionellose, à l'âge de soixante-neuf ans.

## Honneurs
- Membre de l'Empire britannique en 2004, pour services rendus au cricket.
- Désigné « Statisticien de l'année » en 1996 par l'Association of Cricket Statisticians and Historians[4].

## Ouvrages publiés
Bill Frindall est rédacteur en chef de l'annuel de Playfair Cricket Annual de 1986 à son décès, soit vingt-trois éditions. Il publie également plusieurs ouvrages au cours de sa carrière. Son autobiographie, Bearders: My Life in Cricket paraît en 2006. 